# 금호전기
금호전기 주식회사(錦湖電機 株式會社)는 대한민국의 조명 기업으로, 본사는 서울특별시 영등포구 국제금융로 10 쓰리아이에프씨동 14층에 위치해 있다.

## 역사
1935년 5월 25일 서울 용산구에 수도계량기 회사인 청엽제작소로 설립되어 1945년에 대한금속계기 주식회사로 법인전환하였으며 1966년 11월 일본 도시바와 합작해 형광등을 생산하였으며, 1967년 5월에 상호를 마포산업 주식회사로 변경하였다가 1975년 대한전선에서 마포산업을 인수하고, 1년 뒤 이화여고재단으로 다시 경영권이 넘어갔다가 1976년 8월 금호그룹이 경영권을 획득, 1978년 2월 현재의 상호로 변경하였다.

## 사업장 현황
- 본사: 서울특별시 영등포구 국제금융로 10, 쓰리아이에프씨동 14층 (여의도동, 서울국제금융센터)
- 공장: 경기도 화성시 동탄산단6길 67 (방교동)